# ŠK 1923 Gabčíkovo
ŠK 1923 Gabčíkovo (celým názvem: Športový klub 1923 Gabčíkovo) je slovenský fotbalový klub, který sídlí ve městě Gabčíkovo na jihozápadě země. Založen byl v roce 2016 po přesunu seneckého ŠK do Gabčíkova. Od sezóny 2016/17 působí ve třetí fotbalové lize, sk. Západ.
ŠK v názvu odkazuje na klub ŠK Senec, od kterého gabčíkovský klub zdědil licenci ve slovenských ligových soutěžích. Letopočet 1923 odkazuje na starý klub OFC Russel Gabčíkovo, který jeho majitel Győrgy Csőrgő nechal v roce 2016 pro nedostatečnou podporu města zrušit.
Své domácí zápasy odehrává na stadionu Gabčíkovo s kapacitou 1 000 diváků.

## Umístění v jednotlivých sezonách
Zdroj: 
Legenda: Z – zápasy, V – výhry, R – remízy, P – porážky, VG – vstřelené góly, OG – obdržené góly, +/− – rozdíl skóre, B – body, červené podbarvení – sestup, zelené podbarvení – postup, fialové podbarvení – reorganizace, změna skupiny či soutěže
| Slovensko (2016–) |                     |        |    |    |   |    |    |    |     |    |        |
| Sezóny            | Liga                | Úroveň | Z  | V  | R | P  | VG | OG | +/− | B  | Pozice |
| 2016/17           | 3. liga – sk. Západ | 3      | 36 | 13 | 8 | 15 | 40 | 47 | −7  | 47 | 12.    |
| 2017/18           | 3. liga – sk. Západ | 3      | 34 |    |   |    |    |    |     |    |        |